# Хенри Мортон Стенли
Хенри Мортон Стенли, познат у Конгу као Була Матари (каменоломац), рођен као Џон Роуландс (рођен 28. јануара 1841, умро 10. маја 1904) је био Welsh-American новинар и истраживач. Постао је чувен по истраживању Африке и трагању за Дејвидом Ливингстоном.
Више од једног века након његове смрти, Стенлијево наслеђе остаје предмет трајних контроверзи. Иако је лично имао велико поштовање према многим домородачким афричким људима који су га пратили на његовим експедицијама,‍:10–11 преувеличани прикази телесног кажњавања и бруталности у његовим књигама подстакли су јавну репутацију као тврдоглавог, окрутног вође,‍:201–202 за разлику од наводно хуманијег Ливингстона.‍:472 Његов имиџ у Британији је такође патио од нетачне перцепције да је Американац. У 20. веку, његова репутација је такође озбиљно нарушена његовом улогом у успостављању Слободне државе Конго за краља Леополда II.‍:7 Ипак, признат је по свом значајном доприносу западном познавању географије Централне Африке и по свом одлучном противљењу трговини робљем у Источној Африци.‍:16, 474

## Биографија
Рођен је у Денбигу у Велсу. Мајка му је тада имала 19 година. Отац му је био алкохоличар. Родитељи му нису били венчани.‍:17–19, 356 Растао је код деде до своје пете године. Када му је деда умро био је у сиротишту, где су одрасли дечаци често злостављали млађе. Ту је био док није напунио 15 година.
Са 15 година укрцао се на један брод за Америку. Искрцао се у Њу Орлеансу и ту се спријатељио са богатим трговцем Стенлијем, чије име је сам касније узео. Након војне обуке учествовао је у Америчком грађанском рату на обе стране.
Регрутовао га је 1867. пуковник Семјуел Форстер Трапан да би радио за неколико новина. Убрзо га је уочио Џејмс Гордон Бенет, оснивач Њујорк Хералда, па почиње радити искључиво за њега. Постао је један од Хералдових иностраних сарадника.

## У Африци
Бенетов син је 1869. замолио Стенлија да нађе шкотског мисионара и истраживача Дејвида Ливингстона, за кога се знало да је у Африци, али за њега се није чуло једно време. Бенетов син Џејмс Гордон Бенет Млађи 1867. је преузео управљање новинама од свога оца. Када га је Стенли питао колико може да потроши на тражење Ливингстона, овај ми је рекао да узима новац док га не нађе.

Стенли је путовао у Занзибар и експедицију је снабдео најбоље што је могао, а тражио је најмање 200 носача. Нашао је Ливингстона 10. новембра 1871. у Уђиђи близу језера Тангањика у данашњој Танзанији. Када је срео Ливингстона обратио му се 
Др. Ливингстон, претпостављам.
 Стенли му се придружио у истраживању подручја. Тада су установили да Нил и језеро Тангањика немају међусобну везу. На повратку написао је књигу о својим доживљајима.
Њујорк хералд и британски Дејли телеграф су финансирали другу Стенлијеву експедицију у Африку. Тада је успео да реши мистерију тока реке Конго до мора.
Контроверзе су пратиле Стенлија цели живот. Много енергије утрошио је бранећи се од оптужби да је током афричких експедиција био суров. Појавиле су се и чињенице које су говориле да је његово мишљење било да дивљаци поштују само силу, снагу и храброст. Стенли је индиректно одговоран јер је омогућио белгијском краљу Леополду II да успостави своју власт у Конгу. Осим тога Стенлијеве експедиције су допринеле ширењу афричке трианосомије.
Стенли је 1886. предводио нову експедицију спасавања Емин-паше, гувернера Екваторије у јужном Судану. После многих тешкоћа и много изгубљених живота Стенли и Емин-паша су се срели 1888. Открили су Едвардово језеро. Вратили су се тек 1890. Стенлијев улазак у Итури шуму представљао је крвав напад на домороце.
При повратку у Европу оженио се са велшком уметницом Дороти Тенант и они су усвојили дете. Проглашен је витезом због својих заслуга за британску империју у Африци. Умро је у Лондону 10. маја 1904.

## Прва транс-афричка експедиција
Године 1874, Њујорк Хералд и Дејли телеграф финансирали су Стенлија на још једној експедицији у Африци. Његов амбициозни циљ је био да заврши истраживање и мапирање централноафричких Великих језера и река, у процесу обилажења језера Викторија и Тангањика и лоцирања извора Нила. Између 1875. и 1876. Стенли је успео у првом делу свог циља, установивши да језеро Викторија има само један испуст – онај који је открио Џон Ханинг Спек 21. јула 1862. и назван Рипон водопад. Ако ово није извор Нила, онда би засебна масивна река која тече ка северу коју је Ливингстон назвао Луалаба, а коју је он мапирао у њеним горњим токовима, могла да тече на север да би се повезала са Нилом преко језера Алберт и тако била примарни извор.‍:301
Због тога је било од суштинског значаја да Стенли прати ток Луалабе низводно (северно) од Нјангве, тачке где ју је Ливингстон напустио у јулу 1871. године. Између новембра 1876. и августа 1877. Стенли и његови људи су пловили Луалабом до и даље тачке где је скретала на запад, даље од Нила, идентификујући се као река Конго.‍:315 Успевши у овом другом циљу, они су затим пратили реку до мора. Током ове експедиције, Стенли је користио чамце и издубљене кануе да прође велике формације које су раздвајале Конго у различите трасе. Ови чамци су транспортовани око брзака пре него што су поново изграђени да би путовали на следећој деоници реке. Пролазећи брзаке многи од његових људи су се удавили, укључујући и његовог последњег белог колегу Франка Покока. Стенли и његови људи су стигли до португалске испоставе Бома, око 100 km (62 mi) од ушћа реке Конго у Атлантски океан, после 999 дана 9. августа 1877. Прозивне листе и Стенлијев дневник (12. новембар 1874) показују да почео је са 228 људи,‍:163, 511 note 21 а стигао до Бома са 114 преживелих, при чему је он био једини Европљанин који је остао жив од четири. У Стенлијевој књизи Кроз Тамни континент (1878) (у којој је сковао термин „Тамни континент“ за Африку), Стенли је навео да је његова експедиција бројала 356, што је преувеличавање које умањује његово достигнуће.
Стенли је свој успех приписао својим водећим афричким носачима, рекавши да за свој успех да је „све захваљујући одважности и суштинској доброти 20 људи... узмите тих 20 и ја не бих могао да наставим даље од неколико дана путовања“. Професор Џејмс Њуман је написао да је „успостављање везе између река Луалаба и Конго и лоцирање извора Викторијиног Нила“ оправдало њега (Њумана) да каже: „У смислу истраживања и открића како је дефинисано у Европи у деветнаестом веку, он је (Стенли) јасно стоји на врху."